# Leda Zamora Chaves
Leda Zamora Chaves là một công chức và chính trị gia người Costa Rica. Bà là Thủ quỹ của Đảng Hành động của Công dân (PAC cho tên viết tắt tiếng Tây Ban Nha) từ năm 2006 đến 2014.

## Học thuật và sự nghiệp sớm
Zamora được nuôi dưỡng ở Bijagua de Upala. Zamora tốt nghiệp với bằng cử nhân về quản trị công cộng từ Đại học Costa Rica vào năm 1993. Ngoài ra, bà đang nghiên cứu cho một thạc sĩ về quản trị dự án xã hội.
Bắt đầu từ năm 1992, Zamora làm việc cho Viện Điện lực Costa Rica (ICE cho tên viết tắt tiếng Tây Ban Nha). Bà làm việc trong lĩnh vực tài chính, thanh toán nhập khẩu và kế toán, và sản xuất điện cho đến khi từ chức năm 2006 để tham gia PAC.
Mối quan tâm của Zamora đối với chính trị bắt đầu khi PAC được thành lập. Bà tuyên bố rằng bà đã chia sẻ các giá trị và nhiệm vụ của bữa tiệc từ khi thành lập.
Từ năm 1997 đến 1999, bà phục vụ trong Ban điều hành của Hiệp hội Chuyên gia Khoa học Kinh tế.

## Sự nghiệp chính trị
Năm 2006, Zamora đã tranh cử và giành được ghế phó thứ ba cho San José. bà đại diện cho khu vực của coronado de San José. Một trong những mối quan tâm của bà là những vấn đề với giới trẻ, bao gồm văn hóa ma túy, mại dâm và các cơ hội giáo dục.
Sau đó, bà làm việc trực tiếp cho PAC như một khoản hoa hồng khác nhau giữa năm 2010 và 2014.

## Cuộc sống cá nhân
Zamora thích bơi lội và đi xe đạp leo núi. Bà ấy có một con trai.